# Europawahl in Luxemburg 2009
- LSAP: 1
- Gréng: 1
- DP: 1
- CSV: 3

Die Europawahl in Luxemburg 2009 fand am 7. Juni 2009 gleichzeitig mit der luxemburgischen Parlamentswahl statt. Sie wurde im Zuge der EU-weit stattfindenden Europawahl 2009 durchgeführt, wobei in Luxemburg sechs der 736 Sitze im Europäischen Parlament vergeben wurden. Die Wahl erfolgte nach dem Verhältniswahlrecht nach dem D’Hondt-Verfahren, wobei das ganze Land als einheitlicher Wahlkreis galt. Die Wähler konnten panaschieren und Vorzugsstimmen vergeben.

## Wahlwerbende Parteien
An der Wahl nahmen dieselben acht Parteien teil, die auch zur luxemburgischen Parlamentswahl antraten. Vier davon hatten bereits bei der Europawahl 2004 Sitze gewonnen. Dies waren die christlich-soziale CSV (3 Sitze), die sozialdemokratische LSAP (1 Sitz), die grünen Déi Gréng (1 Sitz) und die liberale DP (1 Sitz). Außerdem standen die nationalkonservative ADR, die linke Déi Lénk, die kommunistische KPL und die erstmals antretende Biergerlëscht zur Wahl.
| #                                             | Partei | Partei                                             | Europa- partei | Scheidendes Parlament | Scheidendes Parlament |
| #                                             | Partei | Partei                                             | Europa- partei | Mandate               | EP-Fraktion           |
| --------------------------------------------- | ------ | -------------------------------------------------- | -------------- | --------------------- | --------------------- |
| 1                                             |        | Kommunistesch Partei Lëtzebuerg (KPL)              | –              | –                     | –                     |
| 2                                             |        | Déi Gréng                                          | EGP            | 1                     | Grüne/EFA             |
| 3                                             |        | Alternativ Demokratesch Reformpartei (ADR)         | AEN            | –                     | –                     |
| 4                                             |        | Lëtzebuerger Sozialistesch Aarbechterpartei (LSAP) | SPE            | 1                     | SPE                   |
| 5                                             |        | Demokratesch Partei (DP)                           | ELDR           | 1                     | ALDE                  |
| 6                                             |        | Déi Lénk                                           | EL             | –                     | –                     |
| 7                                             |        | Chrëschtlech-Sozial Vollekspartei (CSV)            | EVP            | 3                     | EVP                   |
| 8                                             |        | Biergerlëscht                                      | –              | –                     | –                     |
|                                               |        |                                                    |                |                       |                       |
| Quelle: Scheidendes Parlament (2009), Mandate |        |                                                    |                |                       |                       |

## Ergebnis
Die Wahlbeteiligung betrug 90,8 % und war damit die höchste von allen Mitgliedstaaten der EU (Gesamtdurchschnitt: 43,1 %). Dies ist jedoch insbesondere auf die Wahlpflicht zurückzuführen, die es nur in Luxemburg und Belgien gab.
Trotz Verlusten konnte sich die CSV deutlich als stärkste Partei halten. Die Stimmanteile der übrigen Parteien veränderten sich nur leicht, die Mandatsverteilung blieb gegenüber der Europawahl 2004 unverändert.
Im Einzelnen erzielten die Parteien folgende Ergebnisse:
| Listen                | Listen                                             | Stimmen   | %    | +/-  | Mandate | +/- |
| --------------------- | -------------------------------------------------- | --------- | ---- | ---- | ------- | --- |
|                       | Chrëschtlech-Sozial Vollekspartei (CSV)            | 353.094   | 31,4 | –5,8 | 3       | ±0  |
|                       | Lëtzebuerger Sozialistesch Aarbechterpartei (LSAP) | 219.349   | 19,5 | –2,5 | 1       | ±0  |
|                       | Demokratesch Partei (DP)                           | 210.107   | 18,7 | +3,7 | 1       | ±0  |
|                       | Déi Gréng                                          | 189.523   | 16,8 | +1,8 | 1       | ±0  |
|                       | Alternativ Demokratesch Reformpartei (ADR)         | 83.168    | 7,4  | –0,6 | –       | ±0  |
|                       | Déi Lénk                                           | 37.929    | 3,4  | +1,7 | –       | ±0  |
|                       | Kommunistesch Partei Lëtzebuerg (KPL)              | 17.304    | 1,5  | +0,3 | –       | ±0  |
|                       | Biergerlëscht                                      | 15.558    | 1,4  | Neu  | –       | Neu |
| Gesamt                | Gesamt                                             | 1.126.032 | 100  |      | 6       | –   |
|                       |                                                    |           |      |      |         |     |
| Gültige Stimmzettel   | Gültige Stimmzettel                                | 198.364   | –    | –    |         |     |
| Ungültige Stimmzettel | Ungültige Stimmzettel                              | 20.059    | 9,2  |      |         |     |
| Wähler                | Wähler                                             | 218.423   | 90,8 |      |         |     |
| Wahlberechtigte       | Wahlberechtigte                                    | 240.669   |      |      |         |     |
|                       |                                                    |           |      |      |         |     |
| Quelle: Procès-verbal |                                                    |           |      |      |         |     |

## Fraktionen im Europäischen Parlament
| Partei                         | Partei                                      | Mandate | Fraktion |
| ------------------------------ | ------------------------------------------- | ------- | -------- |
|                                | Chrëschtlech-Sozial Vollekspartei           | 3 / 6   | EVP      |
|                                | Lëtzebuerger Sozialistesch Aarbechterpartei | 1 / 6   | S&D      |
|                                | Demokratesch Partei                         | 1 / 6   | ALDE     |
|                                | Déi Gréng                                   | 1 / 6   | G/EFA    |
|                                |                                             |         |          |
| Quelle: Europäisches Parlament |                                             |         |          |